# Taxiarque (Athènes)
Pour les articles homonymes, voir Taxiarque.
Un taxiarque (en grec ancien ταξιάρχης / taxiarchès ou ταξίαρχος / taxiarchos) est dans l'Athènes antique un commandant d'une division d'infanterie.
Il existe dix taxiarques, un pour chaque tribu (phylai), subordonnés au stratège (stratêgós) de la tribu. Ce nombre évolue durant l’époque hellénistique avec la création de deux nouvelles tribus. Les taxiarques, comme les phylarques ,ou les stratèges sont élus à l'ecclésia à main levée pour une durée d’un an.
En tant que magistrats de la cité d'Athènes, les taxiarques ont des devoirs envers elle en raison de leurs fonctions militaires mais ils ont aussi la charge financière de l’équipement militaire et de son entretien, par exemple pour les forteresses de l’Attique. Un autre de leur devoir est le don et l’évergétisme, qui font partie intégrante de la société athénienne ; comme récompense pour ces actions de bienfaisance, leur vertu (arété) et leur recherche des honneurs (philotimie) sont félicités et reconnus et ils obtiennent certains privilèges dans la cité.